# Niklas Landin Jacobsen

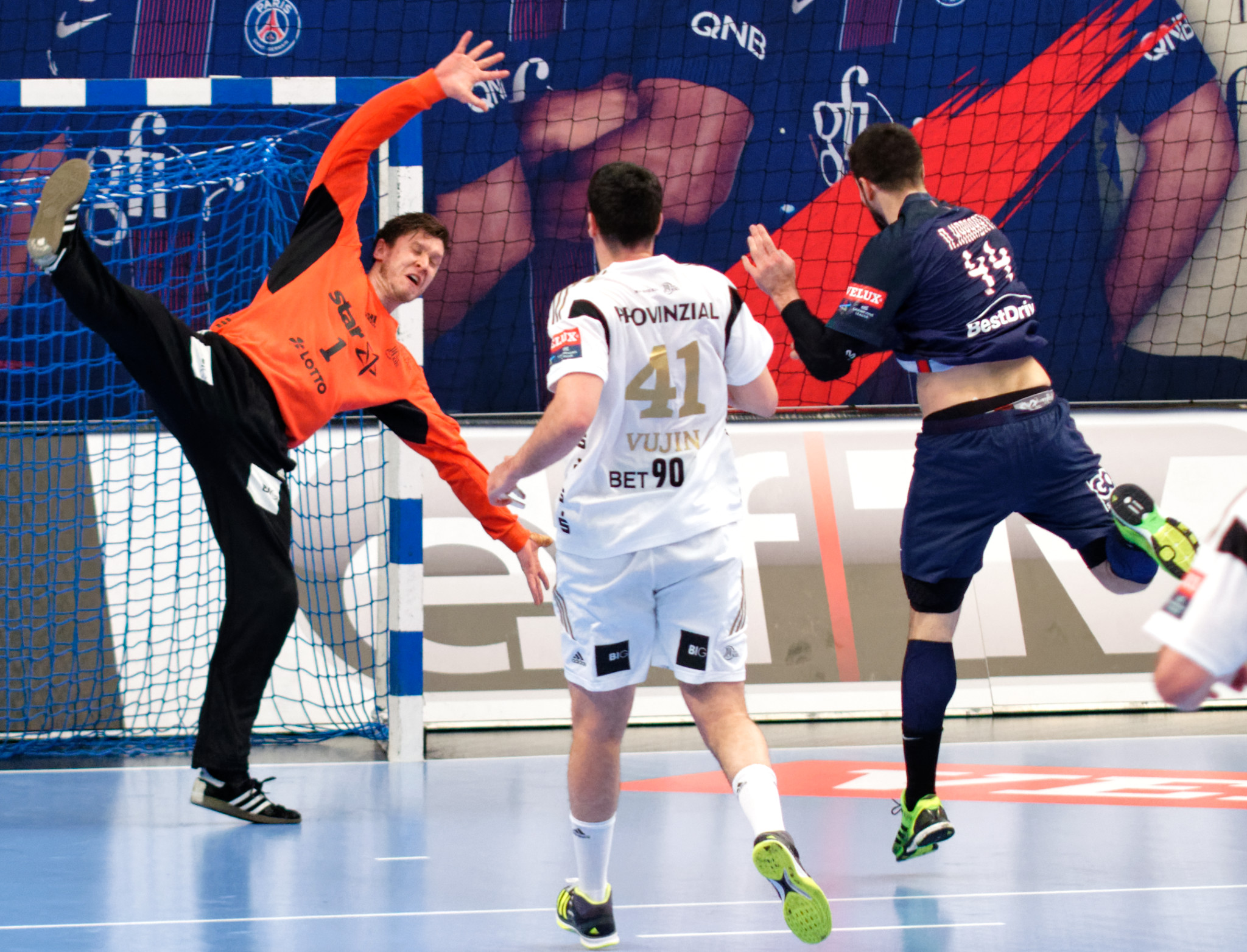
Niklas Landin med THW Kiel, 2017.

Niklas Landin Jacobsen, född 19 december 1988 i Søborg i Gladsaxe kommun, är en dansk handbollsmålvakt. Han spelar sedan 2023 i danska Aalborg Håndbold. 2008 debuterade han i Danmarks landslag, där han spelat över 200 landskamper och vunnit bland annat ett OS-guld (2016), tre VM-guld (2019, 2021 och 2023) samt ett EM-guld (2012). Han utsågs till Årets bästa handbollsspelare i världen av IHF 2019 och 2021.

## Klubbkarriär
Niklas Landin började att spela handboll i KFUM København, som är en av de minsta handbollsklubbarna i Köpenhamn. Han började sedan på Oure Idrætsefterskole där han deltog på handbollslinjen.
2006 flyttade han permanent till Fyn när han skrev kontrakt med den lokale klubben GOG Svendborg TGI. Han började vid sidan om handbollen som butikselev hos en klädfirma i Svendborg, men med en förlängd elevtid på ett år på grund av sitt handbollsspel. 2010 fick klubben ekonomiska problem och Landin fick lov att se sig om efter en annan klubb. Han skrev då ett treårigt kontrakt med Bjerringbro-Silkeborg från sommaren 2009. GOG ställde in betalningarna några dagar senare och Landin bytte klubb med omedelbar verkan.
Sommaren 2012 kom han till den tyska klubben Rhein-Neckar Löwen. Han flyttade till Heidelberg och kontraktet med klubben gällde till sommaren 2015.
2015 bytte han klubb till THW Kiel och spelar ännu kvar där. Han blev utsedd till Årets handbollsspelare i Tyskland 2021.
Från 2023 har han kontrakt med danska Aalborg Håndbold.

## Landslagskarriär
Niklas Landin debuterade i det danska A-landslaget den 28 november 2008. Han blev sedan av förbundskaptenen Ulrik Wilbek uttagen till VM 2009 i Kroatien. I december 2010 blev han förhandsuttagen i spelartruppen till VM 2011 i Sverige. Två veckor före turneringsstart hade han spelat 38 landskamper och gjort ett mål.
2011 vann Landin silver i VM i Sverige. 2012 i Serbien vann Danmark sin andra EM-titel. 2012 och 2014 blev Landin utnämnd till Årets handbollsspelare i Danmark. 2014 blev han även utnämnd till Årets landslagsspelare i Danmark. 2016 var Landin med i det danska lag som besegrade Frankrike i OS-finalen och blev olympisk guldmedaljör. 2019 fick han uppleva att på hemmaplan i Jyske Bank Boxen ta hem Danmarks första VM-guld i finalen mot Norge. 2020 blev han ännu en gång utnämnd till Årets landslagsspelare i Danmark och Årets handbollsspelare i Danmark.  Han var med och försvarade VM-guldet både 2021 och 2023. 
Den 11 augusti 2024 spelade Landin sin sista landskamp då Danmark besegrade Tyskland med 39-26 i finalen vid olympiska sommarspelen 2024. 

## Privatliv
Niklas Landin är äldre bror till Magnus Landin Jacobsen, som också han är professionell handbollsspelare (vänstersexa). Han gifte sig 2017 med Liv Skov Christensen. De har två barn, födda 2015 och 2018.

## Meriter

### Klubblag
- Champions League-mästare 2020 med THW Kiel
- EHF-cupmästare två gånger: 2013 (med Rhein-Neckar Löwen) och 2019 (med THW Kiel)
- Tysk mästare tre gånger: 2020, 2021 och 2023 med THW Kiel
- Tysk cupmästare tre gånger: 2017, 2019 och 2022 med THW Kiel
- Dansk mästare 2007 med GOG Svendborg TGI och 2024 med Aalborg Håndbold

### Landslag
Ungdom
- U19-VM 2007 i Bahrain:  Guld
- U21-VM 2007 i Makedonien:  Brons
- U21-VM 2009 i Egypten:  Silver

Senior
- VM 2009 i Kroatien: 4:a
- EM 2010 i Österrike: 5:a
- VM 2011 i Sverige:  Silver
- EM 2012 i Serbien:  Guld
- OS 2012 i London: 6:a
- VM 2013 i Spanien:  Silver
- EM 2014 i Danmark:  Silver
- VM 2015 i Qatar: 5:a
- EM 2016 i Polen: 6:a
- OS 2016 i Rio de Janeiro:  Guld
- VM 2017 i Frankrike: 10:a
- EM 2018 i Kroatien: 4:a
- VM 2019 i Tyskland/Danmark:  Guld
- EM 2020 i Norge/Sverige/Österrike: 13:e
- VM 2021 i Egypten:  Guld
- OS 2020 i Tokyo:  Silver
- EM 2022 i Ungern/Slovakien:  Brons
- VM 2023 i Sverige/Polen:  Guld
- EM 2024 i Tyskland:  Silver
- OS 2024 i Paris:  Guld

### Individuellt
- Årets bästa handbollsspelare i världen: 2019, 2021
- OS-turneringens bästa målvakt: 2016
- VM-turneringens bästa målvakt: 2013, 2019
- EM-turneringens bästa målvakt: 2014
- U19-VM-turneringens bästa målvakt 2007
- Årets spelare i Danmark: 2012, 2014, 2020
- Årets landslagsspelare i Danmark: 2014, 2020, 2021
- Bundesligas bästa målvakt: 2014, 2015, 2017
- Champions Leagues bästa målvakt: 2020, 2021, 2022
- Årets handbollsspelare i Tyskland: 2021
- EHF Excellence Awards Säsongens bästa målvakt: 2023